# Celestino Vietti
 (août 2021).
Si vous disposez d'ouvrages ou d'articles de référence ou si vous connaissez des sites web de qualité traitant du thème abordé ici, merci de compléter l'article en donnant les références utiles à sa vérifiabilité et en les liant à la section « Notes et références ».
Celestino Vietti, né le 13 octobre 2001 à Cirié est un pilote de vitesse moto italien. En 2021, il accède à la catégorie Moto2 toujours au sein du Sky Racing Team VR46.
Il est vainqueur en Moto3 et Moto2.

## Carrière
En 2015, il a remporté le championnat italien Premoto3 250 4t , catégorie du CIV dans lequel il a remporté 7 courses sur 8. Le 15 décembre 2015, il a rejoint la VR46 Academy restant dans le CIV mais en progressant dans la catégorie , passe en Moto3 pour la saison 2016 dans l'écurie RMU Racing.Après une saison dans le CIV Moto3 où il se classe 12ème, en 2017 il a fait ses débuts dans le Championnat du Monde Junior CEV avec l'équipe  où il se classe 25ème.
En 2018, il court pour la deuxième année consécutive dans le championnat du monde junior CEV, toujours avec le Sky Racing Team VR46 . Conclut à la 10e place. De plus, il a l'occasion de faire ses débuts au championnat du monde , toujours avec la même équipe, en remplacement du blessé Nicolò Bulega. Lors de sa première course au Japon, il a obtenu la 14ème place et les premiers points de championnat, en Australie, il a obtenu son premier podium avec la 3ème place.  Il court également en Malaisie, où il est forcé de se retirer à la suite d'un accident alors qu'il était en troisième position et à Valence où il termine 10ème. Il termine sa mini-saison à la 25e place du classement avec 24 points.
En 2019, il devient pilote partant dans la même équipe, avec son coéquipier Dennis Foggia . Il obtient trois troisièmes places ( Espagne , Catalogne et Japon ). Le 5 octobre 2019, il a remporté sa première pole de carrière au Grand Prix moto de Thaïlande. Le 17 novembre, à l'issue de la dernière course à Valence, il remporte le titre de Rookie de l'année 2019. Il clôt la saison à la 6ème place avec 135 points.
En 2020, il court avec la même équipe que la saison précédente, son coéquipier est Andrea Migno . Il obtient une troisième place en Andalousie . Le 23 août, il a remporté sa première course dans le Grand Prix moto de Styrie au Red Bull Ring .  Il arrive deuxième dans le Grand Prix moto d'Émilie-Romagne . Le 11 octobre, il remporte sa deuxième course du Grand Prix de France, après avoir pris la première place dans l'avant-dernier tour avec un double dépassement. Il termine la saison à la 5e place avec 146 points.
Le 7 novembre 2020, sa promotion en Moto2 aux côtés de Marco Bezzecchi est annoncée.
2020 a été la dernière année de Celestino Vietti en Moto3. Une saison particulière en raison de la pandémie en cours, au cours de laquelle il est cependant resté longtemps dans la “zone du titre”. Quelques erreurs en fin de saison l’ont découragé, mais cela ne signifie pas que le bilan est négatif, au contraire. 
En 2021, il participe à la compétition Moto2, avec son compagnon de box Marco Bezzecchi. Le but est d’apprendre, avec l’espoir de pouvoir peut-être créer quelques surprises.
En 2022 lors de l’ouverture du Championnat du Monde Moto2 au Qatar, il remporte sa première victoire dans la catégorie après s’être élancé de la pole position.

## Statistiques

### Par saison
(Mise à jour après le  Grand Prix moto de la Communauté valencienne 2021)
| Sais  | Cat.  | Moto  | Equipe                  | Course | Vict | Pod | Pole | M.tour | Pts | Class | Titre |
| ----- | ----- | ----- | ----------------------- | ------ | ---- | --- | ---- | ------ | --- | ----- | ----- |
| 2018  | Moto3 | KTM   | SKY Racing Team VR46    | 4      | 0    | 1   | 0    | 0      | 24  | 25e   | -     |
| 2019  | Moto3 | KTM   | SKY Racing Team VR46    | 19     | 0    | 3   | 1    | 1      | 135 | 6e    | -     |
| 2020  | Moto3 | KTM   | SKY Racing Team VR46    | 15     | 2    | 4   | 0    | 1      | 146 | 5e    | -     |
| 2021  | Moto2 | Kalex | SKY Racing Team VR46    | 18     | -    | -   | -    | -      | 89  | 12e   | -     |
| 2022  | Moto2 | Kalex | Mooney VR46 Racing Team | 7      | 2    | 4   | 1    | 2      | 108 | 1er   | -     |
| Total |       |       |                         | 63     | 4    | 112 | 2    | 4      | 502 |       | 0     |

### Par catégorie
(Mise à jour après le  Grand Prix moto de France 2022)
| Catégorie | Saison    | 1er GP   | 1er Podium | 1er victoire | Courses | Victoires | Podiums | Pole | M.Tour | Points | Titres |
| --------- | --------- | -------- | ---------- | ------------ | ------- | --------- | ------- | ---- | ------ | ------ | ------ |
| Moto3     | 2018-2020 | JPN 2018 | AUS 2018   | STY 2020     | 38      | 2         | 8       | 1    | 2      | 305    | 0      |
| Moto2     | 2021-...  | QAT 2021 | QAT 2022   | QAT 2022     | 25      | 2         | 4       | 1    | 2      | 197    | 0      |
| Total     | 2018-...  |          |            |              | 63      | 4         | 12      | 2    | 4      | 502    | 0      |

### Par course
(Les courses en gras indiquent une pole position ; les courses en italique, indiquent le meilleur tour en course)
| Année | Cat.  | Moto  | 1      | 2      | 3       | 4       | 5      | 6      | 7       | 8       | 9       | 10     | 11    | 12     | 13      | 14     | 15      | 16     | 17      | 18      | 19     | 20 | 21 | Classement | Points |
| ----- | ----- | ----- | ------ | ------ | ------- | ------- | ------ | ------ | ------- | ------- | ------- | ------ | ----- | ------ | ------- | ------ | ------- | ------ | ------- | ------- | ------ | -- | -- | ---------- | ------ |
| 2018  | Moto3 | KTM   | QAT    | ARG    | AME     | SPA     | FRA    | ITA    | CAT     | NED     | GER     | CZE    | AUT   | GBR    | RSM     | ARA    | THA     | JPN 14 | AUS 3   | MAL Ab. | VAL 10 |    |    | 25e        | 24     |
| 2019  | Moto3 | KTM   | QAT 5  | ARG 14 | AME 9   | SPA 3   | FRA 7  | ITA 9  | CAT 3   | NED Ab. | GER Ab. | CZE 19 | AUT 4 | GBR 9  | RSM Ab. | ARA 14 | THA 6   | JPN 3  | AUS Ab. | MAL 5   | VAL 8  |    |    | 6e         | 135    |
| 2020  | Moto3 | KTM   | QAT 28 | SPA 5  | AND 3   | CZE 13  | AUT 5  | STY 1  | RSM Ab. | EMR 2   | CAT 8   | FRA 1  | ARA 9 | TER 5  | EUR 23  | VAL 24 | POR 7   |        |         |         |        |    |    | 5e         | 146    |
| 2021  | Moto2 | Kalex | QAT 12 | DOA 7  | POR Ab. | SPA 18  | FRA 19 | ITA 16 | CAT 14  | GER 15  | NED 10  | STY 6  | AUT 6 | GBR 12 | ARA 15  | RSM 10 | AME Ab. | EMI 4  | ALR 6   | VAL 4   |        |    |    | 12e        | 89     |
| 2022* | Moto2 | Kalex | QAT 1  | IND 2  | ARG 1   | AME Ab. | POR 2  | SPA 6  | FRA 8   | ITA Ab. | CAT 1   |        |       |        |         |        |         |        |         |         |        |    |    | 1er        | 133    |

## Palmarès

### Victoires en Moto3: 2
| Année | Lieu du Grand Prix        | Circuit              | Ville     |
| ----- | ------------------------- | -------------------- | --------- |
| 2020  | Grand Prix moto de Styrie | Circuit de Spielberg | Spielberg |
| 2020  | Grand Prix moto de France | Circuit Bugatti      | Le Mans   |